# منتخب جزر كوك لسباعيات الرغبي للسيدات
منتخب جزر كوك لسباعيات الرغبي للسيدات (بالإنجليزية: Cook Islands women's national rugby sevens team)‏ هو ممثل جزر كوك الرسمي في المنافسات الدولية في سباعيات الرغبي للسيدات .